# 19268 Morstadt
19268 Morstadt (1995 UZ) là một tiểu hành tinh vành đai chính được phát hiện ngày 21 tháng 10 năm 1995 bởi P. Pravec ở Ondrejov.